# Impatiens pahalgamensis
Impatiens pahalgamensis är en balsaminväxtart som beskrevs av Joseph Dalton Hooker. Impatiens pahalgamensis ingår i släktet balsaminer, och familjen balsaminväxter. Inga underarter finns listade i Catalogue of Life.